# Pere de Rubí i de Sabater
Pere de Rubí i de Sabater (mort el 1693) fou un noble i militar català, primer marquès de Rubí.
Fill de Ramón Rubí i Marimón, jutge de la Real Audiencia, estava casat amb Regina Boixadors, amb qui va tenir un fill, Josep Antoni de Rubí i Boixadors.
Pere de Rubí, primer marqués de Rubí, conseller reial, maestre racional de la Corona d'Aragó i lloctinent de la Bailía General, era procurador real el 1664. A partir del 1667 va lluitar al front d'un terç a la frontera, atacant el Rosselló des de Puigcerdà el 1674 i defensant Girona entre 1675 i 1684.
Durant la Guerra dels Nou Anys, i sent general d'artilleria, en 1693 es trobava al front de la Ciutadella de Roses quan fou assetjada pels francesos. El 8 de juny una bomba li va arrencar un braç i va morir de les ferides a Barcelona. Després de només set dies de setge, amb poques tropes, molts d'ells reclutes, i un armament que no estava a l'altura del francès va caure en mans franceses quan el seu successor Gabriel de Quiñones la va rendir.
Pocs dies després de la seva mort, Carles II de Castella li concedia el títol de marquès de Rubí, tot desconeixent el seu traspàs.